# Puccinia brachypodii
Puccinia brachypodii ist eine Ständerpilzart aus der Ordnung der Rostpilze (Pucciniales). Der Pilz ist ein Endoparasit von Berberitzen (Berberis spp.) und Süßgräsern der Tribus Aveneae und Poeae. Symptome des Befalls durch die Art sind Rostflecken und Pusteln auf den Blattoberflächen der Wirtspflanzen. Sie ist auf der ganzen Welt verbreitet.

## Merkmale

### Makroskopische Merkmale
Puccinia brachypodii ist mit bloßem Auge nur anhand der auf der Oberfläche des Wirtes hervortretenden Sporenlager zu erkennen. Sie wachsen in Nestern, die als gelbliche bis braune Flecken und Pusteln auf den Blattoberflächen erscheinen.

### Mikroskopische Merkmale

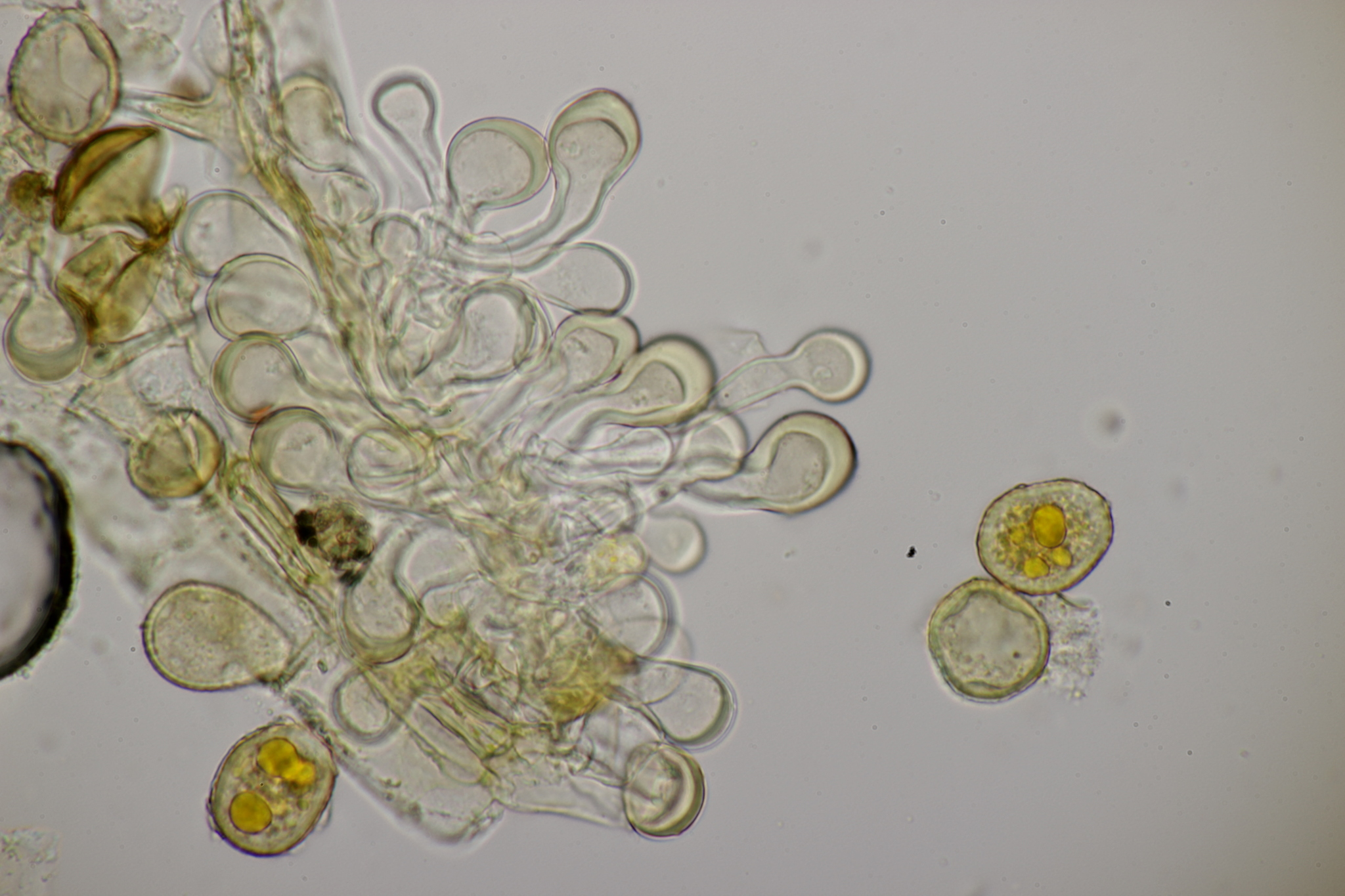
Puccinia brachypodii auf Wald-Zwenke

Das Myzel von Puccinia brachypodii wächst wie bei allen Puccinia-Arten interzellulär und bildet Saugfäden, die in das Speichergewebe des Wirtes wachsen. Die Aecien der Art wachsen lokal auf Berberitzen, ihre hyalinen Aeciosporen sind runzelig und 22–27 × 15–21 µm groß. Die gelbbraunen Uredien des Pilzes wachsen auf den oberseitigen Blattoberflächen der Wirtspflanze. Ihre gelblichen Uredosporen sind breit ellipsoid bis breit eiförmig, 21–25 × 16–21 µm groß und fein stachelwarzig. Die beid- oder blattunterseitig wachsenden Telien der Art sind schwärzlich und bedeckt. Die goldenen bis haselnussbraunen Teliosporen sind zweizellig, in der Regel lang eiförmig bis länglich und 30–38 × 17–23 µm groß; ihre Stiele sind bräunlich und bis zu 12 µm lang.

## Verbreitung
Das bekannte Verbreitungsgebiet von Puccinia brachypodii umfasst die gesamte Welt.

## Ökologie
Die Wirtspflanzen von Puccinia brachypodii sind Berberitzen (Berberis spp.) für den Haplonten, Süßgräser der Triben Aveneae und Poeae für den Dikaryonten. Der Pilz ernährt sich von den im Speichergewebe der Pflanzen vorhandenen Nährstoffen, seine Sporenlager brechen später durch die Blattoberfläche und setzen Sporen frei. Die Art verfügt über einen vollständigen, sogenannten makrozyklischen Entwicklungszyklus mit Aecien, Spermogonien, Telien und Uredien, macht aber nicht notwendigerweise einen Wirtswechsel durch. Die Varietät Puccinia brachypodii var. arrhenateri, manchmal auch als eigene Art angesehen, löst Hexenbesen bei Berberitzen aus, die durch gelbe Blätter und durch den Pilz produzierten Nektar Fliegen und Hautflügler, darunter Ameisen anlocken. Der Pilz lässt die Pflanze also Pseudoblumen ausbilden.

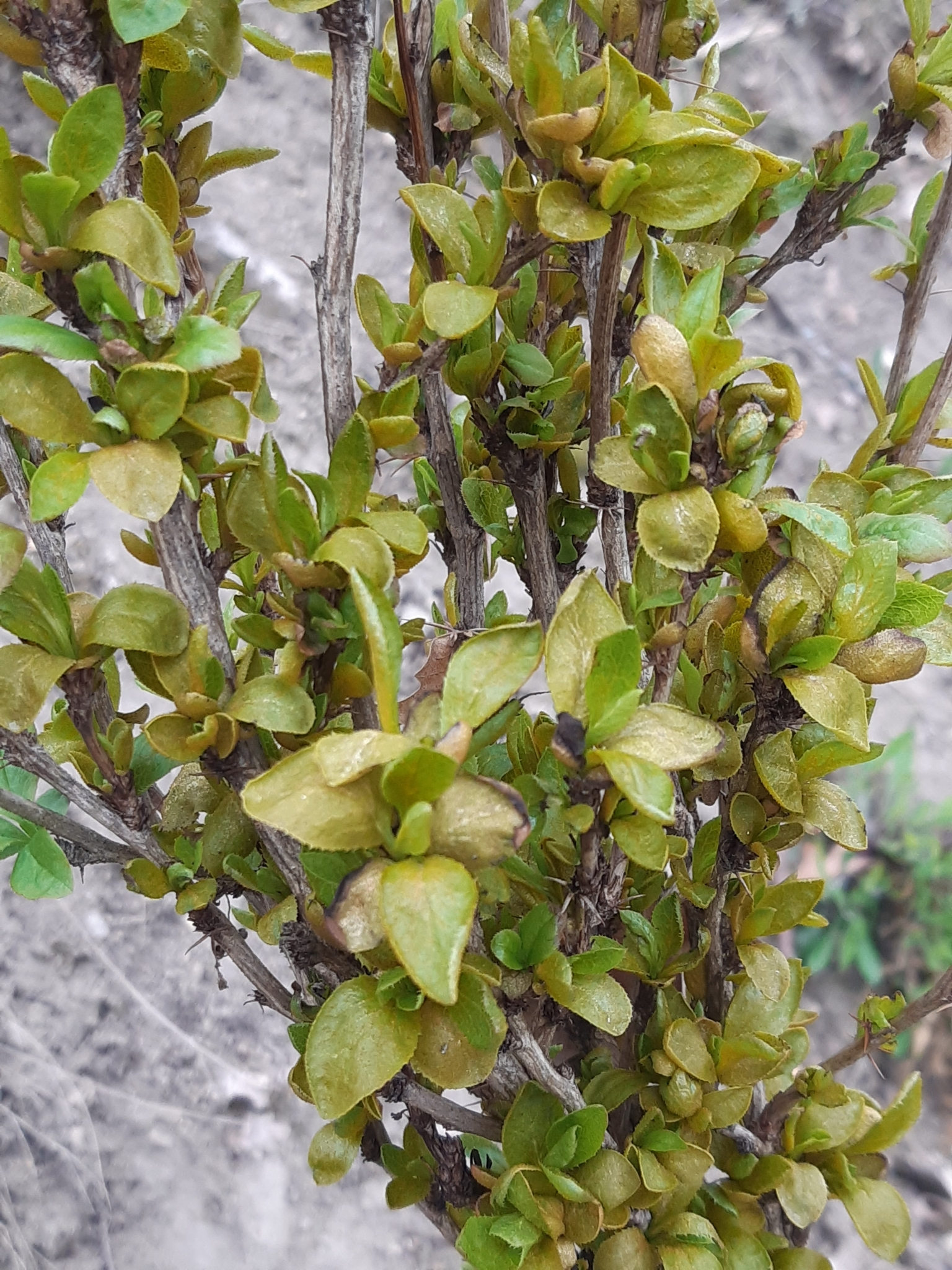
Pseudoblumen durch Puccinia brachypodii var. arrhenateri auf Berberitze

## Systematik
Puccinia brachypodii wurde das erste Mal von Gustav Heinrich Otth beschrieben. Zahlreiche Synonyme wurden beschrieben. Da es sich um eine komplexe Art, beschrieb Cummins 1966 vier Varietäten: Puccinia brachypodii Otth var. brachypodii, Puccinia brachypodii Otth var. major Cummins & H. C. Greene, Puccinia brachypodii Otth var. arrhenatheri (Kleb.) Cummins & H. C. Greene, und Puccinia brachypodii Otth var. poae-nemoralis (Otth) Cummins & H. C. Greene. Allerdings wird letztere meist als eigene Art angesehen, nämlich Puccinia poae-nemoralis.